# Valkan
Valkan (Bulgaars: Вълкан) is een dorp in het noordoosten van Bulgarije, gelegen in de gemeente Glavinitsa in de oblast Silistra. Het dorp ligt ongeveer 43 km ten zuidwesten van de stad Silistra en 315 km ten noordoosten van de hoofdstad Sofia.

## Bevolking
In de eerste volkstelling van 1934 registreerde het dorp 62 inwoners. Dit groeide tot een officiële hoogtepunt van 407 inwoners in 2001. Op 31 december 2019 telde het dorp 309 inwoners.
Van de 344 inwoners reageerden er 340 op de optionele volkstelling van 2011. Alle 340 respondenten identificeerden zichzelf als Bulgaarse Turken (100%).
Van de 344 inwoners in februari 2011 werden geteld, waren er 34 jonger dan 15 jaar oud (9,9%), gevolgd door 243 personen tussen de 15-64 jaar oud (70,6%) en 67 personen van 65 jaar of ouder (19,5%).